# Oreophryne rookmaakeri
Espèce
Statut de conservation UICN

 EN  : En danger
Oreophryne rookmaakeri est une espèce d'amphibiens de la famille des Microhylidae.

## Répartition
Cette espèce est endémique de la partie orientale de l'île de Florès dans les petites îles de la Sonde en Indonésie. Elle se rencontre entre 900 et 1 200 m d'altitude,.

## Étymologie
Cette espèce est nommée en l'honneur de Hendrik Roelof Rookmaaker (1887-1945).

## Publication originale
- Mertens, 1927 : Neue Amphibien und Reptilien aus dem Indo-Australischen Archipel, gesammelt während der Sunda-Expedition Rensch. Senckenbergiana Biologica, vol. 9, p. 234-242.